# BMP-3

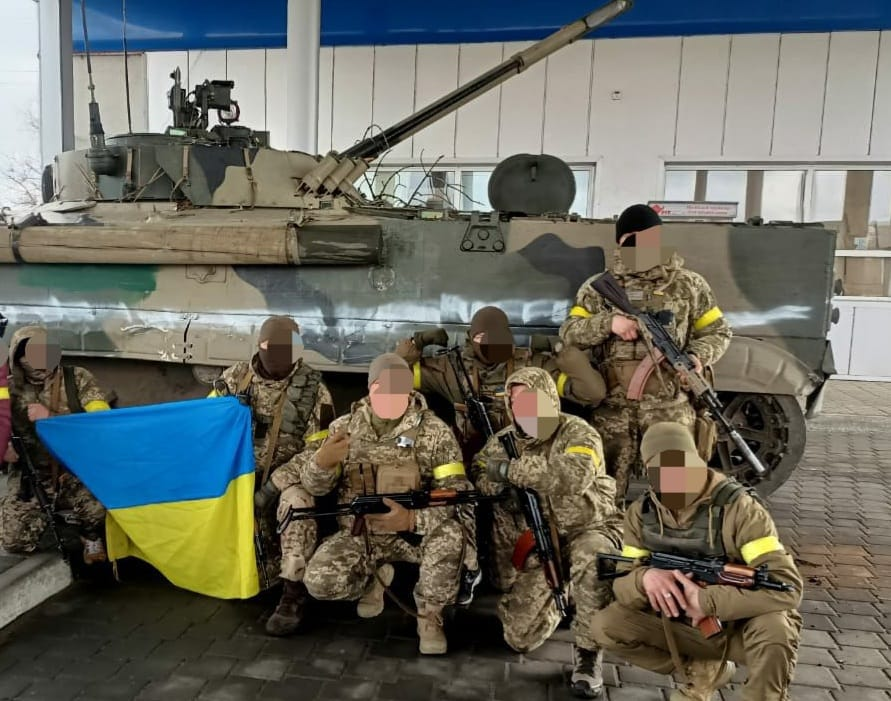
BMP-3 russo capturado por tropas ucranianas em 2022.

O BMP-3 é classificado como Veículo de Combate de Infantaria, seu amplo armamento quase o posiciona na categoria de tanques leves. Foi Introduzido pela União Soviética no final da década de 1980. Ele é uma versão aprimorada das antigas versões, o BMP-1 e o BMP-2. O termo BMP significa, em russo, Boevaya Mashina Pehoty (Боевая Машина Пехоты, que literalmente significa "Veículo de combate de infantaria").

## Considerações Técnicas[2]
Sua torre carrega um canhão de 100mm (3,93pol) capaz de disparar munição convencional ou armas teleguiadas antitanque (ATGW) AT-10 Stabber ou AT-12 Swinger. Junto desse armamento encontra-se um canhão de 30mm (1,18pol) e uma metralhadora coaxial PKT de 7,62mm (0,3pol). Outra metralhadora fica posicionada à frente no casco do blindado.
Apesar do aumento da munição armazenada e, consequentemente, do espaço extra necessário, o BMP-3 transporta somente um soldado a menos do que o BMP-1 (sete, em vez de oito), embora seja quase um metro mais longo.

## Operadores
Mais de uma dúzia de países utilizam o BMP-3. A seguir, a lista de alguns operadores deste veículo:
- Rússia - 720[3]
- Azerbaijão - 100 BMP-3M[4]
- Chipre - 43 entregues entre 1995 e 1996.[5]
- Indonésia - 17 BMP-3F foram entregues em novembro de 2010.[6] Outros 37 BMP-3F entregues em janeiro de 2014.[7]
- Kuwait - 118 entregues entre 1995 e 1996.[5]
- Coreia do Sul - 33 entregues entre 1996 e 1997[5] e mais 37 entregues em 2005.[carece de fontes?]
- Líbia - 10 IFVs entregues em 2013[8] e 14 tanques 9P157-2 em serviço.[9]
- Ucrânia - 64 em serviço.[10]
- Turquemenistão - 4 em serviço.[11]
- Venezuela - 130 BMP-3M, 10 BREM-L e alguns BMP-K encomendados, entregues entre 2011 e 2012.[12][13]
- Emirados Árabes Unidos